# Кубок Испании по футболу 1970/1971
Кубок Испании по футболу 1970/1971 — 67-й розыгрыш Кубка Испании по футболу выиграла Барселона. Этот кубок стал семнадцатым в истории команды.
Соревнование прошло в период с 14 октября 1970 по 4 июля 1971 года.

## Результаты матчей

### 1/4 финала
| Команда 1     | Итог | Команда 2            | 1-й матч | 2-й матч |
| ------------- | ---- | -------------------- | -------- | -------- |
| Барселона     | 4:0  | Депортиво Ла-Корунья | 4:0      | 0:0      |
| Малага        | 1:4  | Валенсия             | 0:1      | 1:3      |
| Севилья       | 2:1  | Сант Андреу          | 2:0      | 0:1      |
| Реал Сосьедад | 3:6  | Атлетико Мадрид      | 3:2      | 0:4      |

### 1/2 финала
| Команда 1       | Итог | Команда 2 | 1-й матч | 2-й матч |
| --------------- | ---- | --------- | -------- | -------- |
| Атлетико Мадрид | 1:2  | Барселона | 0:1      | 1:1      |
| Валенсия        | 4:0  | Севилья   | 2:0      | 2:0      |

### Финал
| 4 июля, 1971                                     | \| Барселона \| 4:3 (овертайм) \| Валенсия \| \| Фусте 51′ · Сабальса 71′, 100′ · Альфонседа 113′ \| Голы \| Кларамунт 21′ · Пакито 48′ · Вальдез 102′ \| | Сантьяго Бернабеу, Мадрид Зрителей: 100 000 |
| Барселона                                        | 4:3 (овертайм) | Валенсия                                    |
| Фусте 51′ · Сабальса 71′, 100′ · Альфонседа 113′ | Голы | Кларамунт 21′ · Пакито 48′ · Вальдез 102′   |